# Habarovszki repülőtér
A Habarovszk repülőtér (oroszul: Аэропорт Хабаровск) (IATA: KHV, ICAO: UHHH) Oroszország egyik nemzetközi repülőtere. Habarovszk városától kb. 10 km-re északkeletre helyezkedik el.
A belföldi járatok kiszolgálására új terminál épült, melyet 2019. október 14-én adtak át a forgalomnak. Jelenleg (2019-ben) a repülőtér belföldi járatait 1,8 millió utas veszi igénybe, az új terminált 3 millió utas fogadására tervezték.

## Légitársaságok és célállomások
- Belföldi járatok:
  - Aeroflot (Moszkva-Seremetyjevo)
  - Rossiya (Szentpétervár, Petropavlovszk-Kamcsatszkij)
  - SAT Airlines (Juzsno-Szahalinszk)
  - S7 Airlines (Irkutszk, Moszkva-Domogyedovo, Novoszibiriszk, Petropavlovszk-Kamcsatszkij, Juzsno-Szahalinszk)
  - Ural Airlines (Jekatyerinburg)
- Nemzetközi járatok:
  - Air Koryo (Phenjan)
  - Asiana Airlines (Szöul-Incheon)
  - China Southern Airlines (Urumcsi (Kína))
  - Uzbekistan Airways (Taskent)

A repülőteret a Hongkong – Anchorage közötti járatok üzemanyag-feltöltésre használják.

## Forgalom
Az utasforgalom az elmúlt években az alábbi módon változott:
| Utasok száma | 571 000 | 1 718 000 | 1 095 780 | 1 364 369 | 1 883 952 | 2 089 097 | 1 821 694 | 2 047 092 | 2 185 051 | 1 780 605 |
|              | 1965    | 1975      | 2008      | 2010      | 2012      | 2013      | 2015      | 2017      | 2019      | 2021      |

## Fordítás
- Ez a szócikk részben vagy egészben  a   Khabarovsk Novy Airport című angol Wikipédia-szócikk fordításán alapul.  Az eredeti cikk szerkesztőit annak laptörténete sorolja fel. Ez a jelzés csupán a megfogalmazás eredetét és a szerzői jogokat jelzi, nem szolgál a cikkben szereplő információk forrásmegjelöléseként.